# 園田実徳
園田 実徳（そのだ さねのり、1849年1月14日（嘉永元年12月20日） - 1917年（大正6年）2月18日）は、日本の実業家、政治家。薩摩国出身、明治維新後開拓使として北海道函館に渡り、同市をはじめとする道南地方の経済発展に貢献した。函館船渠（現・函館どつく）、函館電燈所（現・北海道電力）および北海道銀行創業者。

## 経歴・人物
薩摩国鹿児島郡鹿児島近在荒田村（現・鹿児島県鹿児島市下荒田）にて、薩摩藩士の園田彦右衛門・シン夫妻の長男として生まれる。藩主島津忠義の小姓となった彼は1866年（慶応2年）、藩主に従い上洛し鳥羽・伏見の戦いに黒田清隆の部下として参加した。1872年（明治5年）、北海道開拓使に出仕した後、1874年（明治7年）に起こった佐賀の乱では大久保利通の密使となり、1877年（明治10年）の西南戦争に参加した彼は功をあげて勲六等に叙せられた。
1882年（明治15年）、北海道運輸会社の創立に関って同社函館支店長となり、函館-根室間の航路を開いた。北海道炭礦鉄道の創立発起人となり理事に就任、現函館本線、函館駅-小樽駅間の鉄道開発に尽力した。その後も阿部興人らとともに北海道セメント会社（後の太平洋セメント）や函館船渠会社の創設に参加し、1913年（大正2年）には函館水電株式会社運営の東川町-湯川間に北海道で初めて路面電車を走らせ（現在の函館市企業局交通部。北海道遺産の一つに選ばれている）、翌1914年（大正3年）4月の北海道函館外各支庁選挙区で行われた衆議院補欠選挙に立候補して当選した。
日本の近代競馬黎明期の有力者でもあり、1900年に発足した北海道共同競馬会社の発起人の一人に名を連ねている。また東京馬匹改良会社にあって目黒競馬場の建設に携わり、同場を使用した公認競馬会のひとつである日本競馬会の会長も務めた。馬主としても目黒の大鳥神社近辺に厩舎を構え、菅野小次郎を専属騎手として雇用した。主な所有馬に、1910年の目黒帝室御賞典（秋）に優勝、当時随一の名馬と謳われたシノリがいる。また、菅野の弟子である後の「大尾形」こと尾形藤吉（当時は大河原藤吉）が騎手として初勝利を挙げたホクエンも実徳の所有馬であった。1887年（明治20年）には、亀田郡桔梗村（現在の函館市桔梗町）にあった北海道庁桔梗野牧羊場の払い下げを受けて園田牧場を経営、同場で生まれた騎手の武邦彦は実弟・彦七の孫で又甥にあたる。墓所は青山霊園(1ロ2-19～20)。
長女のノブは西郷隆盛の息子、西郷寅太郎に嫁いだ。六女のむめ子は柴山昌生に嫁いだ。

## 栄典
- 1917年（大正6年）2月19日 - 旭日小綬章[11]